# 가짜 건담
가짜 건담(일본어: にせガンダム) 또는 니세 건담은 《건담 시리즈》의 파생 기획인 SD 건담 시리즈에 등장하는 모빌 슈트(MS)라는 설정의 캐릭터이다.
디자이너는 요코이 코지이다.

## 같이 보기
- 건담 시리즈